# Montmartre
Montmartre is een wijk en heuvel in Parijs, gelegen in het 18e arrondissement. Het is een wijk die veel toeristen trekt en waar van oudsher veel kunstenaars wonen. De bekendste attracties zijn de Basilique du Sacré-Cœur en de Place du Tertre. Boven op Montmartre heeft men een mooi uitzicht over Parijs.
Als men het over de heuvel heeft, wordt er vaak gesproken over la Butte Montmartre. De heuvel is 130 meter hoog en het hoogste punt in Parijs. De wijk kent (vaak steile) trappen en slingerende straten. De bekendste trappen vormen de rue Foyatier die van metrohalte Anvers met 222 treden naar het bordes van de Sacré-Cœur leidt. Hierlangs loopt de Funiculaire de Montmartre. De Sacré-Cœur is niet, zoals vaak gedacht, het hoogste punt van Montmartre. De kerk Saint-Pierre de Montmartre ligt nog hoger en het kerkhof daarvan ligt op de top van de heuvel.
De wijk heeft een ander karakter dan de rest van de stad en voelt op sommige plekken niet als een grote stad. De Place du Tertre vormt het toeristische hart waar speciaal voor toeristen gemaakte schilderijen worden verkocht en men karikaturen van zichzelf kan laten tekenen. In de wijk staat de Moulin de la Galette uit 1717. Andere bekende locaties zijn Le mur des je t’aime waar in 250 talen Ik hou van jou staat en de Place Dalida die vernoemd is naar de zangeres Dalida. De Villa Léandre is een doodlopende straat met gevels in Engelse stijl. Deze straat lijkt op een knusse dorpsstraat. Andere bekende straten die de heuvel beklimmen zijn de rue Lepic en de rue des Martyrs, die waarschijnlijk al uit de Romeinse tijd stamt. De Boulevard de Rochechouart vormt de grens van de wijk.
De wijk heeft ook een kleine wijngaard, de Vigne de Montmartre. Er wordt al sinds de 10e eeuw wijn verbouwd op de heuvel maar deze wijngaard stamt uit de jaren dertig en is de laatste in Montmartre. In de buurt van de wijngaard staat een van de bekendste cabarets van de buurt, de Lapin Agile. De meeste theaters vindt men aan de zuidkant van de heuvel, aan de rue des Martyrs en de aan Pigalle grenzende Boulevard de Clichy. Montmartre heeft twee kerkhoven; het bekendst is het Cimetière de Montmartre dat in 1795 in gebruik genomen werd. Er liggen verschillende bekende Franse kunstenaars begraven. Een kleiner kerkhof, het Cimetière Saint-Vincent, ligt aan de Rue Caulaincourt.

## Geschiedenis
De heuvel was al in de Romeinse tijd bewoond. Het was een dorp op een heuvel buiten Lutetia en had toen al een badhuis en een muur. De naam is waarschijnlijk afgeleid van Mons Martis ("Marsberg"), omdat er in die tijd een aan Mars gewijde tempel stond. Een tweede oorsprong van de naam kan le mont du martyr ("martelaarsberg") zijn, omdat hier volgens overleveringen in de 3e eeuw het wonder van Dionysius van Parijs plaatsvond. Hij was de eerste bisschop van Parijs en werd hier door de Romeinen onthoofd. Dionysius vond dit echter geen mooie plek, dus nam hij zijn hoofd onder zijn arm en viel wat verderop dood neer, in de huidige voorstad Saint-Denis, waar hij werd begraven. Een van de straten die naar Montmartre leidt heet Rue des Martyrs.
De heuvel werd ook wel Place Blanche genoemd, omdat hier een kalksteengroeve was die de economische motor van het dorp was. In de 12e eeuw liet koning Lodewijk VI van Frankrijk de kerk Saint-Pierre de Montmartre bouwen (die er nog steeds staat) en een bijbehorend benedictijnenklooster dat destijds, inclusief de tuinen, een groot deel van de heuvel omvatte. Ook liet hij een kapel bouwen op de plek waarvan men dacht dat de onthoofding van Dionysius had plaatsgevonden.
In 1590, tijdens de Hugenotenoorlogen, werd Parijs belegerd door Hendrik IV van Frankrijk die zijn artillerie op de heuvel positioneerde en de stad onder vuur nam. De belegering was niet succesvol.
Tijdens de Franse Revolutie werd het klooster vernietigd. De ruïnes zijn nog zichtbaar in de laatste overgebleven wijngaard. Op de plek van het klooster kwam een gipsmijn. De heuvel werd erkend als stadje en kreeg een stadhuis aan het Place du Tertre.
Tijdens de Slag om Parijs in 1814 werd de heuvel wederom gebruikt om Parijs te beschieten. In 1860 werd het dorpje bij de door baron Haussmann geïnstigeerde gebiedsuitbreidingen van Parijs geannexeerd, en aan het nieuwe 18e arrondissement toegevoegd.

### Belle Époque

Het schilderij Bal du moulin de la Galette, geschilderd door Renoir in 1876 in Montmartre.

In de tweede helft van de 19e eeuw begonnen schrijvers, schilders en bohemiens zich hier te vestigen. De wijk was populair vanwege de lage huren en de tolerante atmosfeer. Pissarro, Toulouse-Lautrec, Henri Matisse, Van Gogh, Picasso en vele andere schilders hebben in Montmartre gewoond en gewerkt. Er zijn dan ook de nodige schilderijen uit het Belle époque die een tafereel uit Montmartre weergeven. De wijk was populair onder Parijzenaars vanwege de vele guinguettes, dat waren cafés waar gegeten, gedronken, gedanst en muziek gemaakt werd. Ook was er veel prostitutie. 
Le Bateau-Lavoir was een pand waar meerdere kunstenaars hebben gewoond en waar schilders en avant-gardistische schrijvers elkaar troffen. Picasso schilderde hier zijn meesterwerk Les Demoiselles d'Avignon. In 1881 werd het theater Le Chat Noir geopend dat waarschijnlijk het eerste kleinkunstcabaret ter wereld was, waar Erik Satie piano speelde en dat al snel een hotspot voor zangers en kunstenaars werd.

## Cultuur

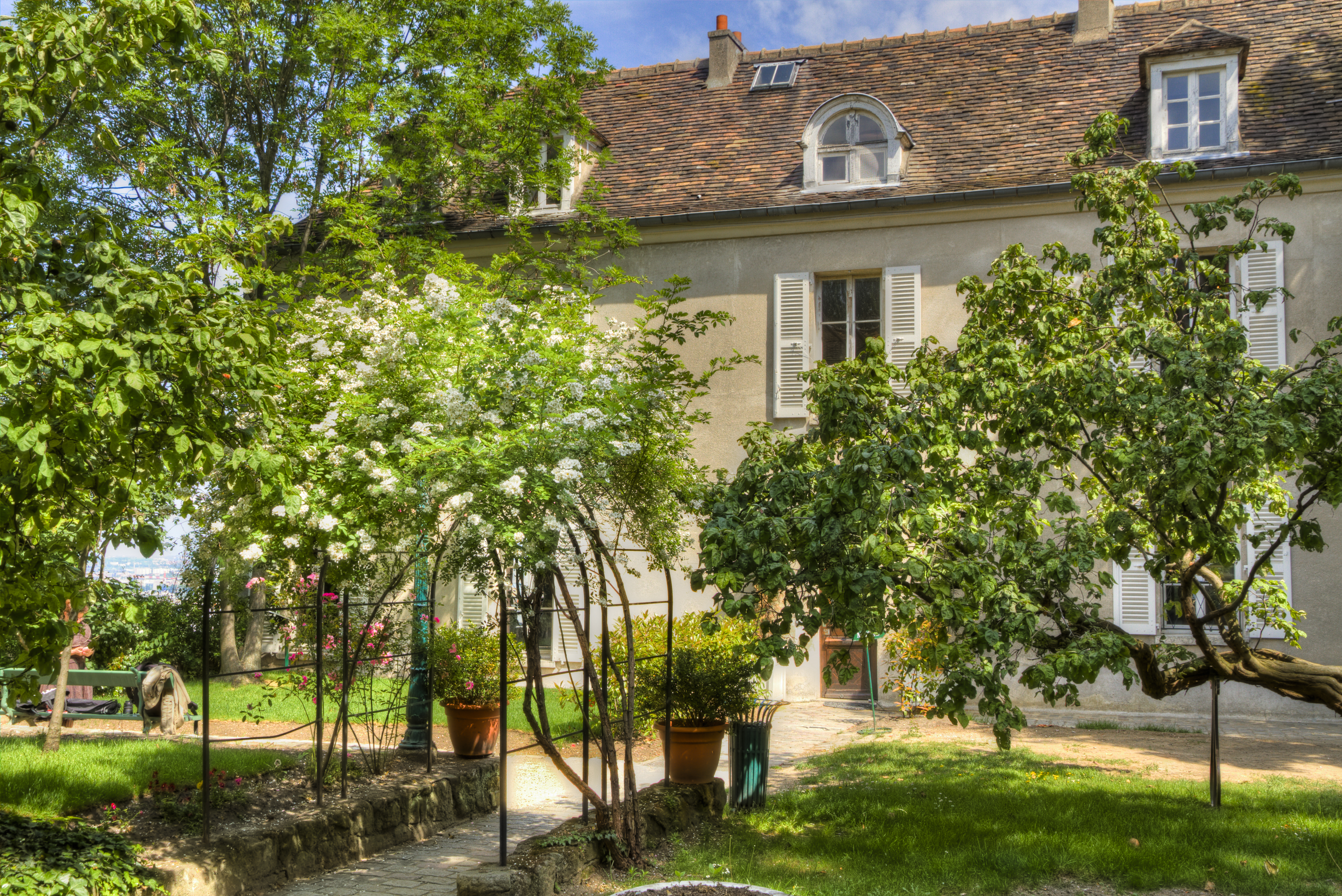
Het Musée de Montmartre

Het verhaal gaat dat in 1814, tijdens de Slag om Parijs in Montmartre de eerste bistro werd geopend in het restaurant “La Mere Catherine” aan het Place du Tertre. Bistro betekent snel in het Russisch en Russische soldaten die in het dorp gelegerd waren zouden tegen de ober Bistro bistro !! geroepen hebben. Hierna werd het idee van de bistro, waar je snel een eenvoudige maaltijd kunt eten, geboren.
Vanwege haar knusse karakter zijn een aantal films hier opgenomen. O.a. Le Fabuleux Destin d'Amélie Poulain (2001) die een geromantiseerde weergave van het leven in Montmartre geeft en de hoofdpersoon het Café des 2 Moulins en andere locaties bezoekt. Ook Moulin Rouge! (2001) en French Cancan (1954) spelen zich deels in de wijk af.
Het Musée de Montmartre is gevestigd in meerdere panden in de wijk waar schilderijen en foto’s te zien zijn die de geschiedenis van de wijk typeren. Zowel Renoir, die er o.a. De schommel en Bal du moulin de la Galette schilderde, als Suzanne Valadon hebben hier hun ateliers gehad.

## Sport
De beklimming van de heuvel Butte Montmartre werd in 2024 opgenomen in het parcours van de Olympische wegrit van het wielrennen bij Olympische Zomerspelen van Parijs. Ook gezien de enorme publieke belangstelling in 2024 werd de heuvel in 2025 drie keer opgenomen in het parcours van de slotrit van de Ronde van Frankrijk.

## Galerij

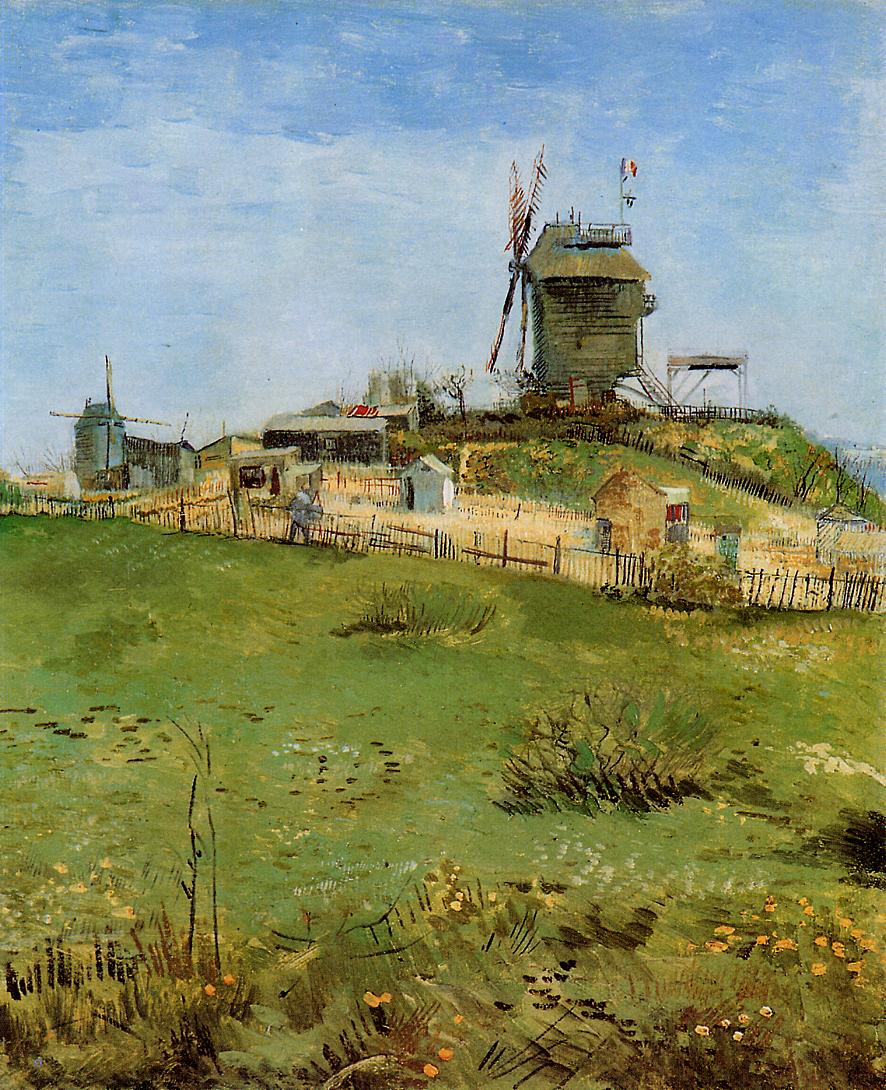
Het schilderij Le Moulin de la Galette van Vincent van Gogh, geschilderd in 1887. Destijds was Montmartre nog een dorp en stonden er de nodige molens maar nu staat alleen deze molen er nog
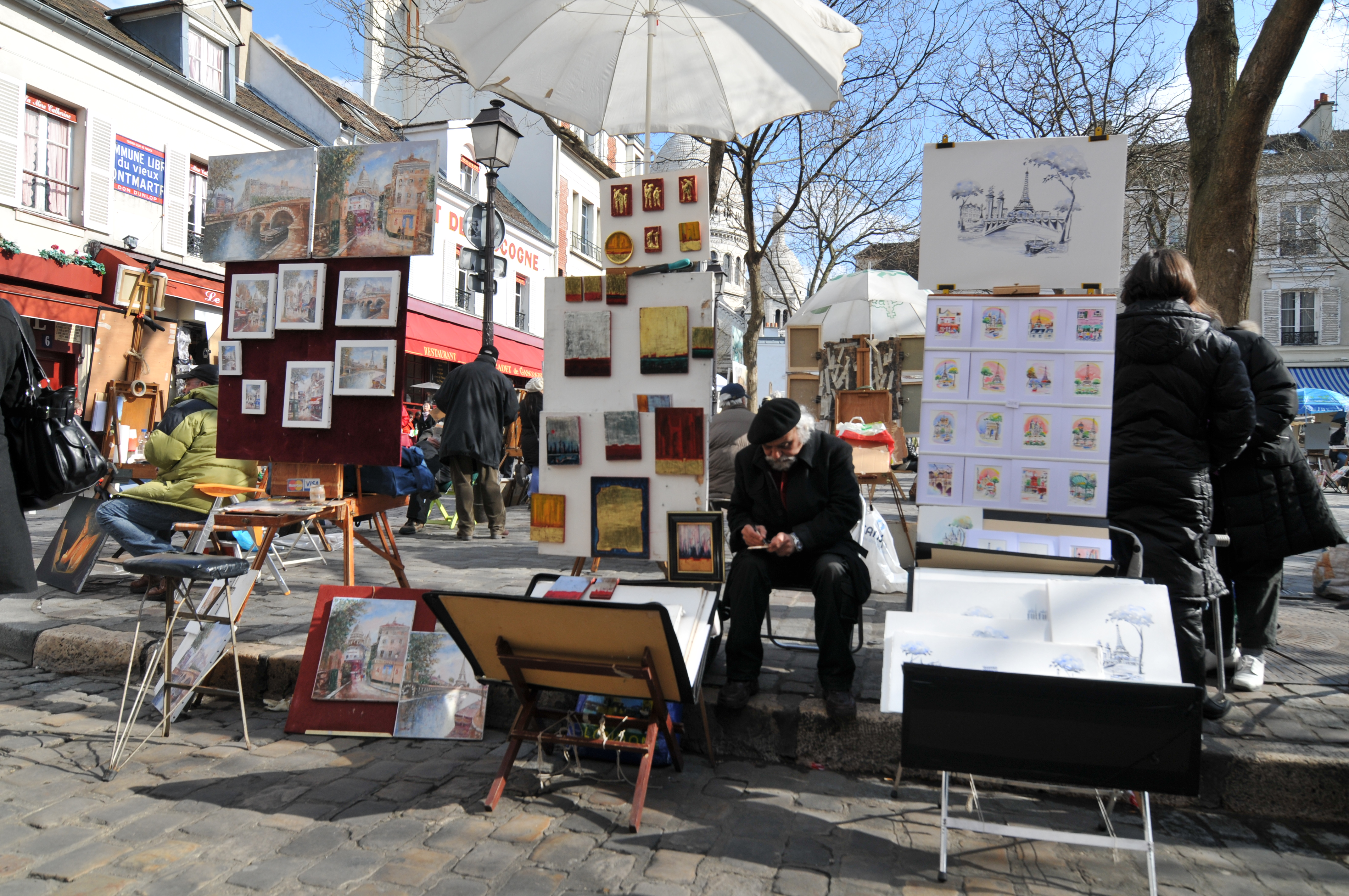
Schilders op de Place du Tertre
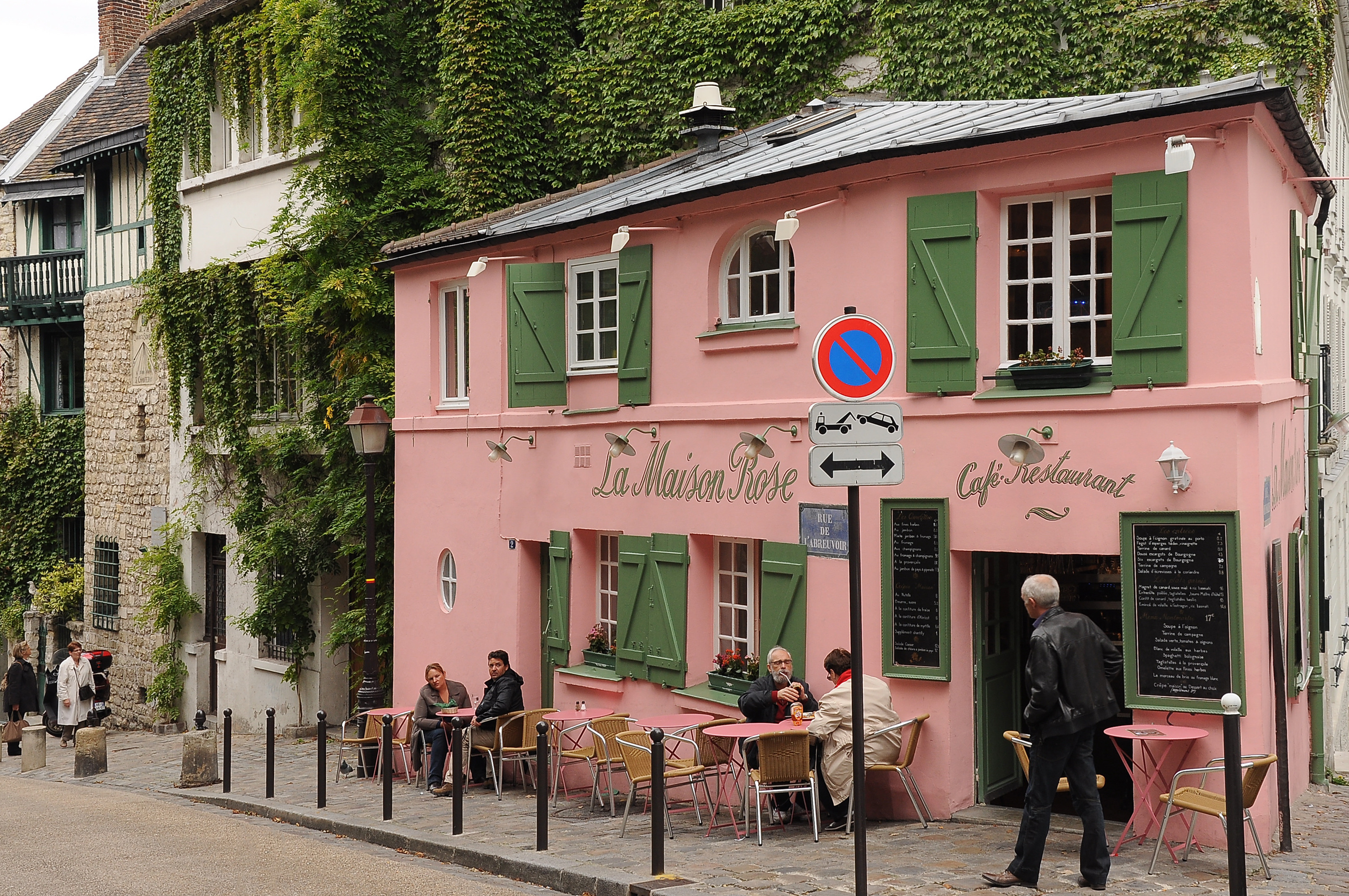
Het roze huis
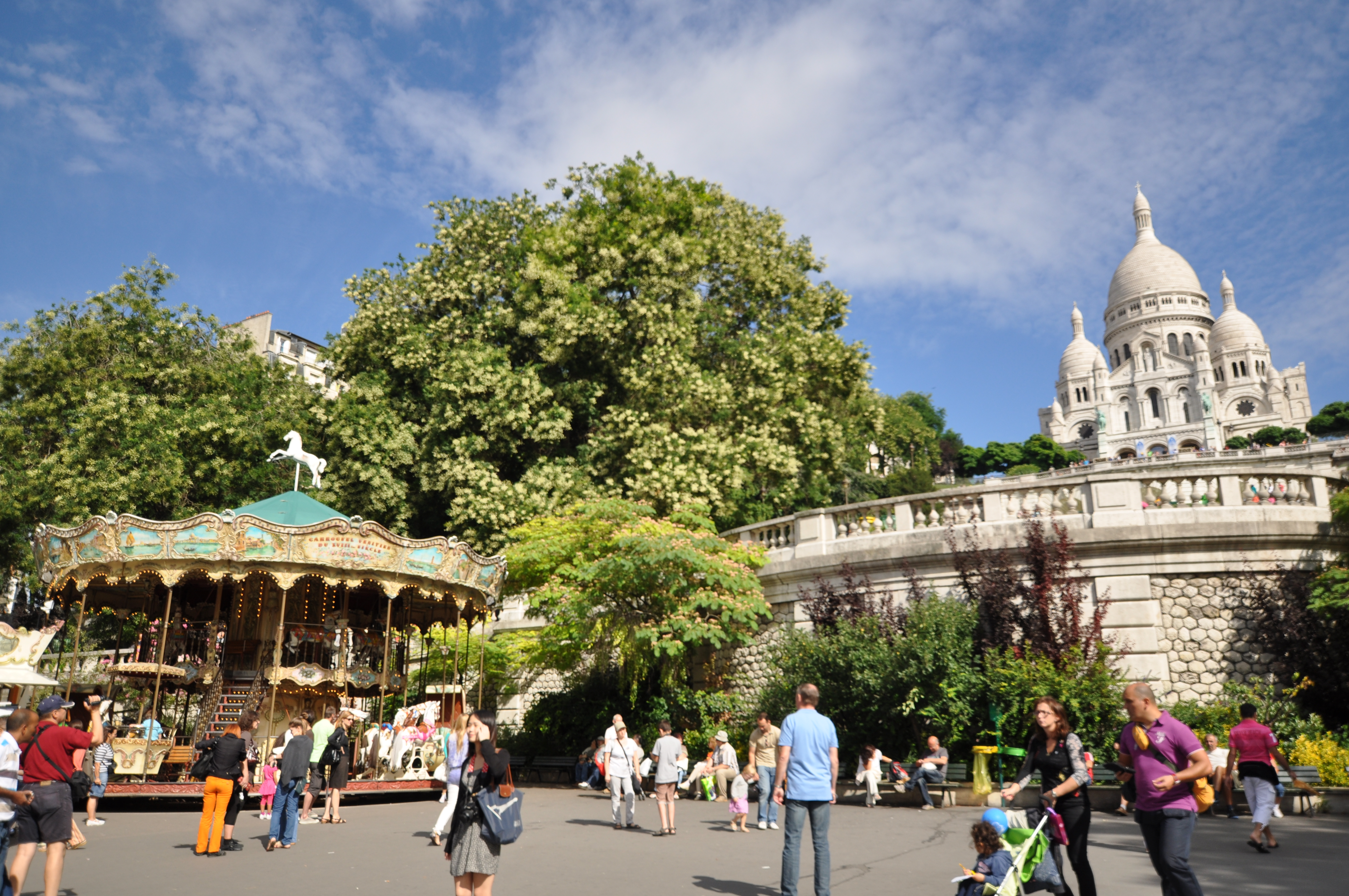
Een draaimolen op de Square Louise-Michel met op de achtergrond de Sacré-Cœur
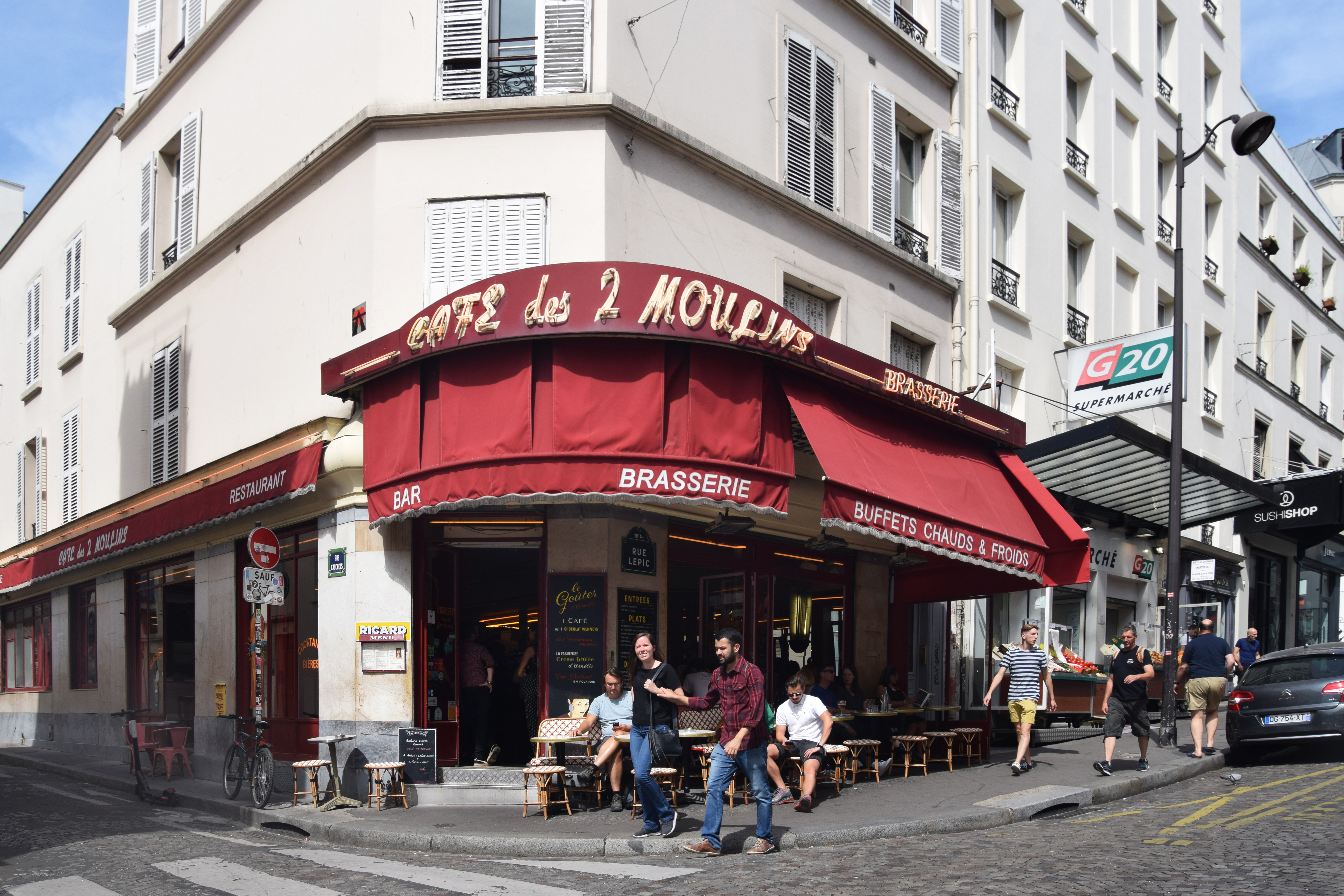
Het Cafe des 2 Moulins uit de film Le Fabuleux Destin d'Amélie Poulain
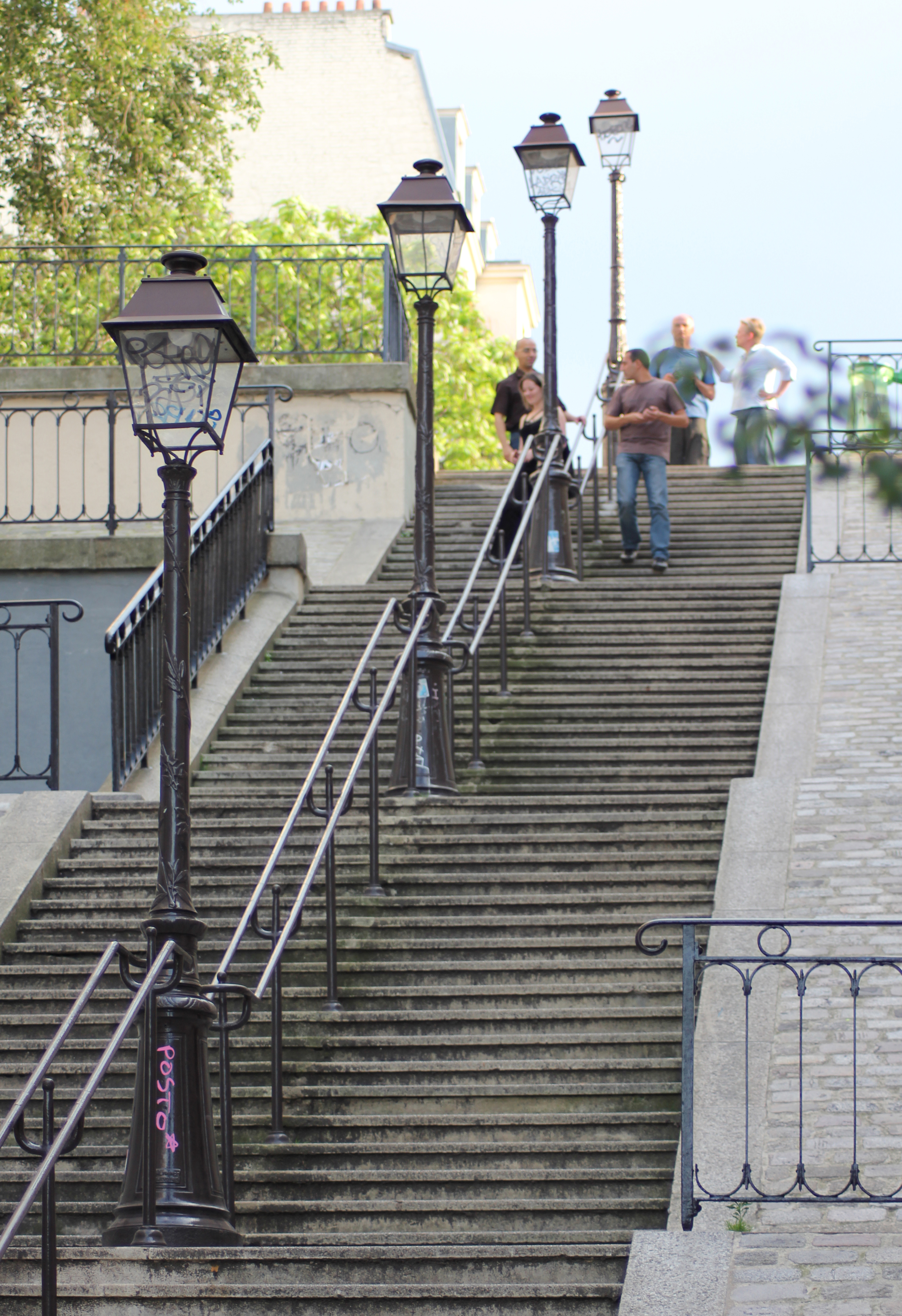
Een van de vele trappen die de heuvel op leidt
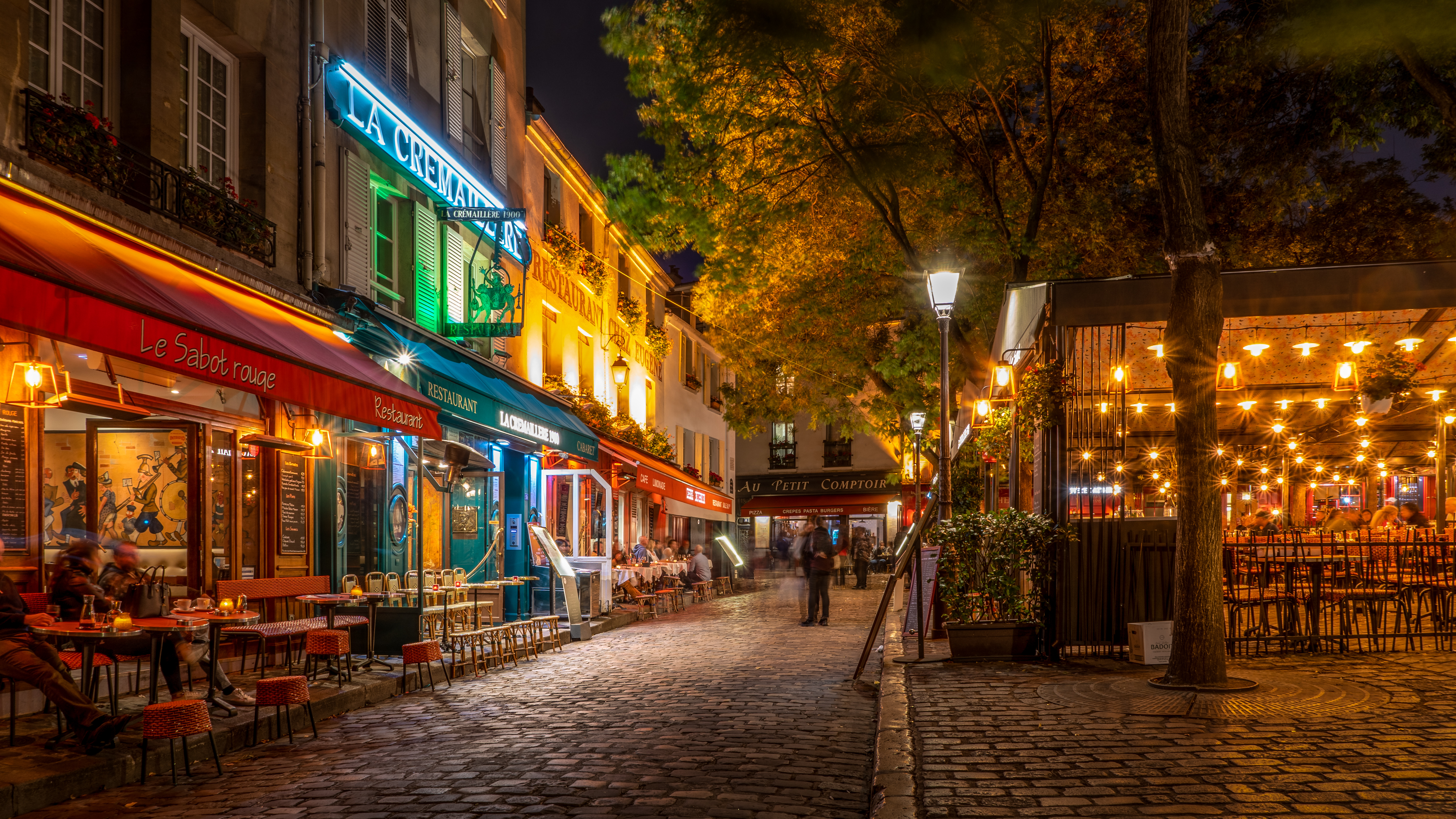
Restaurants 's avonds op de Place du Tertre
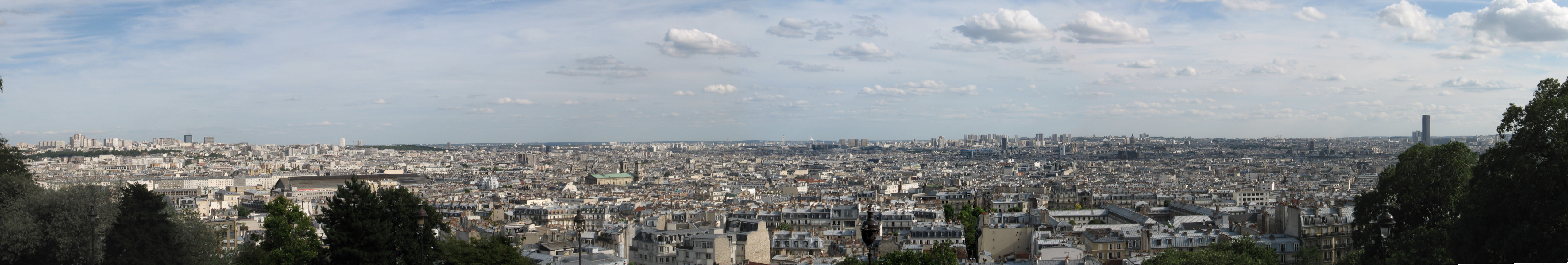
Uitzicht over Parijs vanaf Montmartre

- Gemeinsame Normdatei: 4102878-8
- Library of Congress Control Number: n83068113
- Nationale Bibliotheek van Letland: 000311268
- Nationale Bibliotheek van Tsjechië: ge477861
- Nationale Bibliotheek van Israël: 987007555105105171
- Virtual International Authority File: 146617129